# Olive Branch (Mississippi)
Olive Branch è una città (city) degli Stati Uniti d'America, situata nella contea di DeSoto, nello Stato del Mississippi.